# جاي بوسبي
جاي بوسبي (بالإنجليزية: Jay Busbee) (13 ديسمبر 1968، لينشبرغ في الولايات المتحدة)؛ صحفي وروائي أمريكي. درس في كلية وليام وماري.